# Bubble Spur
Der Bubble Spur (englisch für Blasensporn) ist ein flacher Felssporn im ostantarktischen Viktorialand. In der Royal Society Range trennt er westlich des Table Mountain die unteren Abschnitte des Blankenship- und des Tedrow-Gletschers.
Das New Zealand Geographic Board benannte ihn 1993 nach der Luftblase in einer Libelle zur Horizontierung geodätischer Messgeräte.